# خطوط فايكنج
خطوط فايكنج أو فايكنج لاين (بالإنجليزية: Viking Line Abp)‏ هي شركة شحن فنلندية تشغل أسطولًا من العبارات البحرية و العبارات السياحية بين فنلندا ، و جزر أولاند ، والسويد وإستونيا.ومدرجة في بورصة هلسنكي. وتدار عملياتها من أولاند.

## تاريخ الشركة

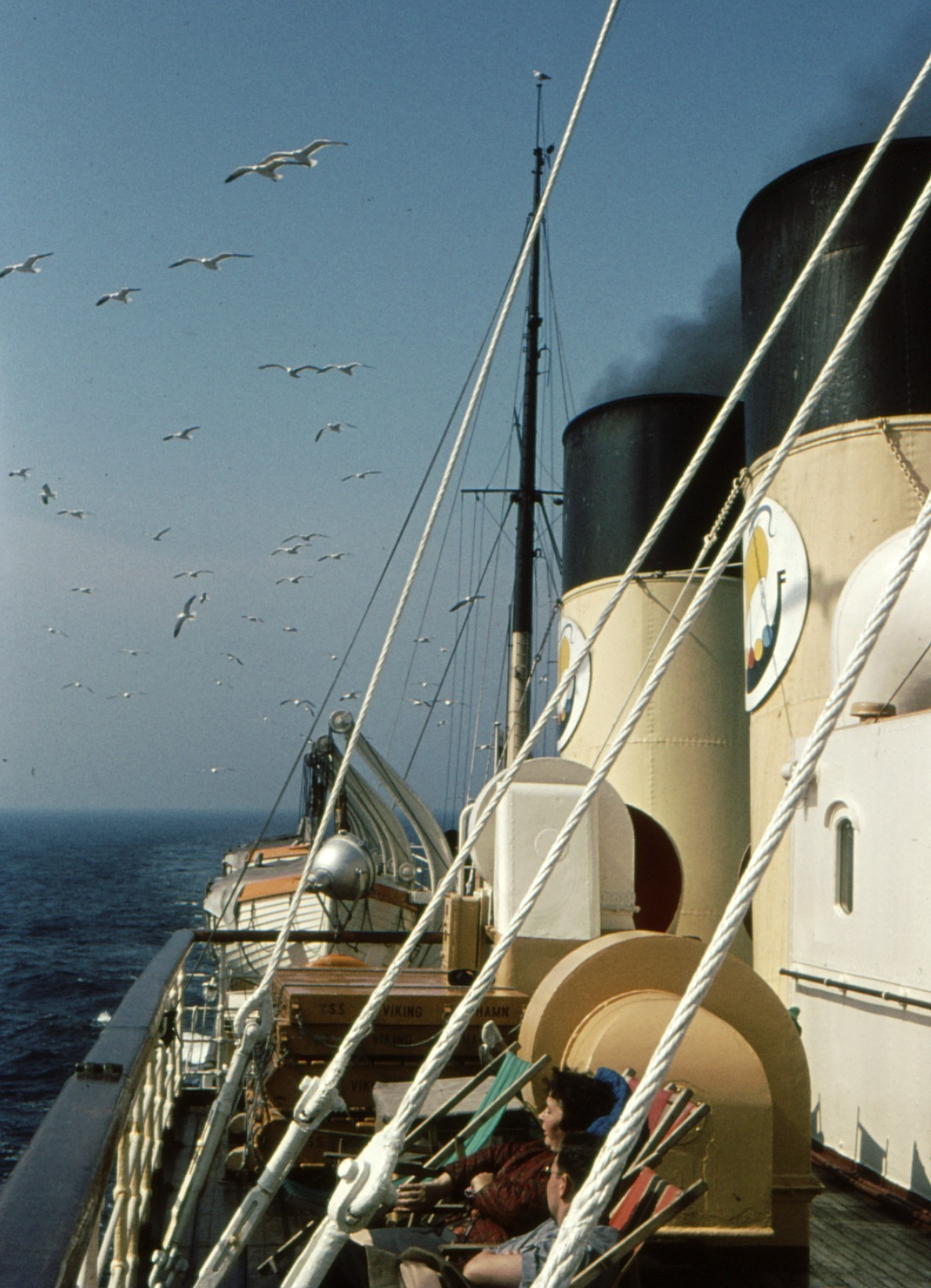
تم تصويره عام 1963.

تعود نشأة الشركة إلى عام 1959، عندما قام مجموعة من أصحاب العمل البحريين من مقاطعة جزر أولاند في فنلندا بتأسيس شركة باسم شركة خط فايكنج للشحن، واشتروا من المملكة المتحدة عبارة بحرية لنقل العربات تعمل بالبخار، وأطلقوا عليها اسمً اس اس فايكنج. وبدأت الخدمة بين جزيرة كوربو الفنلندية وماريهامن وبين مرفأ جريدو في السويد. وفي ذات العام نشأت الشركة السويدية باسم خط اسلیت للشحن من جزيرة غوتلاند. في عام 1962 أدت الخلافات إلى مغادرة مجموعة من الأشخاص لشركة فايكنج للشحن وقيامهم بتشكيل شركة خط أولاند للشحن.
وسرعان ما أدركت الشركات الثلاث أنها تتنافس على الركاب بين جزر أولاند والسويد وأنها ستخسر على المدى الطويل من المنافسة المتبادلة. وفي عام 1965 بدأت التعاون بينها ونشأ إثر ذلك في عام 1966 إنطلاق شراكة بين الشركات الثلاث وتأسيس خطوط فايكنج.

## الأسطول الحالي
| السفينة                    | النوع        | البناء | الدخول في الخدمة | المسار                        | الحمولة   | العلم      | تعليق |
| -------------------------- | ------------ | ------ | ---------------- | ----------------------------- | --------- | ---------- | --- |
| ام اس روزيلا               | عبارة سياحية | 1980   | 1980             | ماريهامن–كابيلسكار            | 16٬879 GT | جزر أولاند | |
| ام اس اموريلا              | عبارة سياحية | 1988   | 1988             | توركو–ماريهامن/لنغنس–ستوكهولم | 34٬384 GT | فنلندا     | |
| ام اس سندريلا              | عبارة سياحية | 1989   | 1989             | ستوكهولم–ماريهامن             | 46٬398 GT | السويد     | المسماة سابقا سندريلا. تم تغيير اسمها إلى فايكنج سندريلا في عام 2003 عندما تم تغيير علمها من فنلندا إلى السويد. ونظرًا لوجود سفينة تسمى "سندريلا" في سجل السفن السويدي جرى إضافة البادئة "فايكنج" إلى الإسم. |
| ام اس جابريلا              | عبارة سياحية | 1992   | 1997             | هلسنكي–ماريهامن–ستوكهولم      | 35٬492 GT | فنلندا     | كانت سابقًا بإسم "فرانس سويل" ضمن إسطول يورو واي |
| ام اس فايكنج اكس بيه ار اس | عبارة سياحية | 2008   | 2008             | هلسنكي–تالين                  | 35٬918 GT | إستونيا    | تم تغيير علم السفينة من السويد إلى إستونيا في يناير 2014. وهي أول سفينة ضمن الاسطول تبحر تحت العلم الإستوني.                                                                                                |
| ام اس فايكنج جريس          | عبارة سياحية | 2013   | 2013             | توركو–ماريهامن/لنغنس–ستوكهولم | 57٬565 GT | فنلندا     | |
| ام اس فايكنج جلوري         | عبارة سياحية | 2021   | 2021             | توركو–ماريهامن/لنغنس–ستوكهولم | 63٬000 GT | فنلندا     | |

## المحطات
الشركة لديها سبع محطات أربعة منها في فنلندا (اثنان في البر الرئيسي لفنلندا واثنتان في أولاند) ، واثنتان في السويد وواحدة في إستونيا

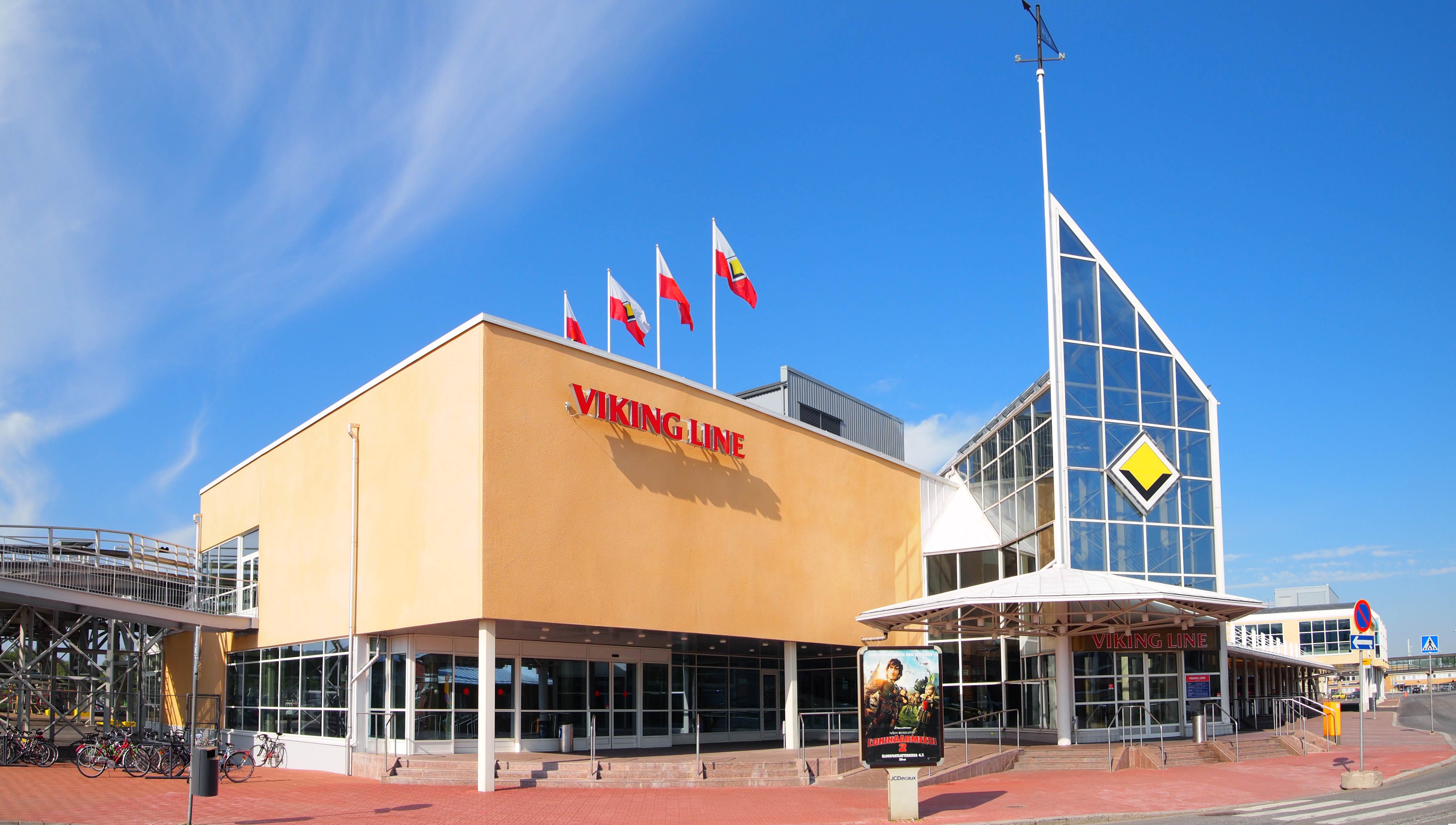
محطة توركو في فنلندا

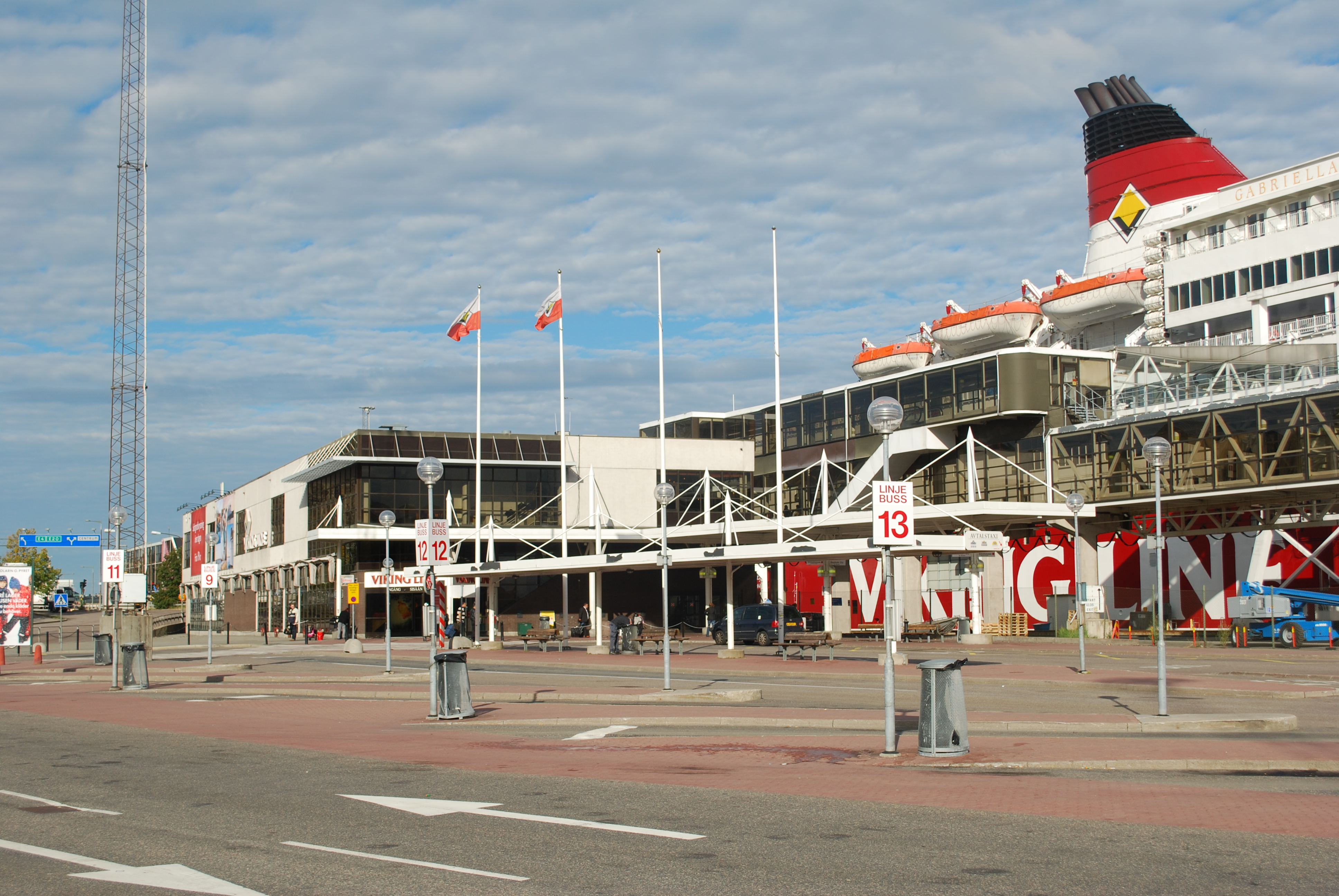
محطة ستوكهولم, السويد.

فنلندا 
- هلسنكي: محطة كاتاجانوكا.
- توركو:محطة ميناء توركو.
- ماريهامن: فازمن.
- لامبرلاند: لنغنس.

السويد 
- ستوكهولم: ستاتسغاردن.
- جرادو: كابيلسكار.

إستونيا
- تالين: مرفأ تالين.

## وصلات خارجية
- الموقع الرسمي